# Kari Cavén

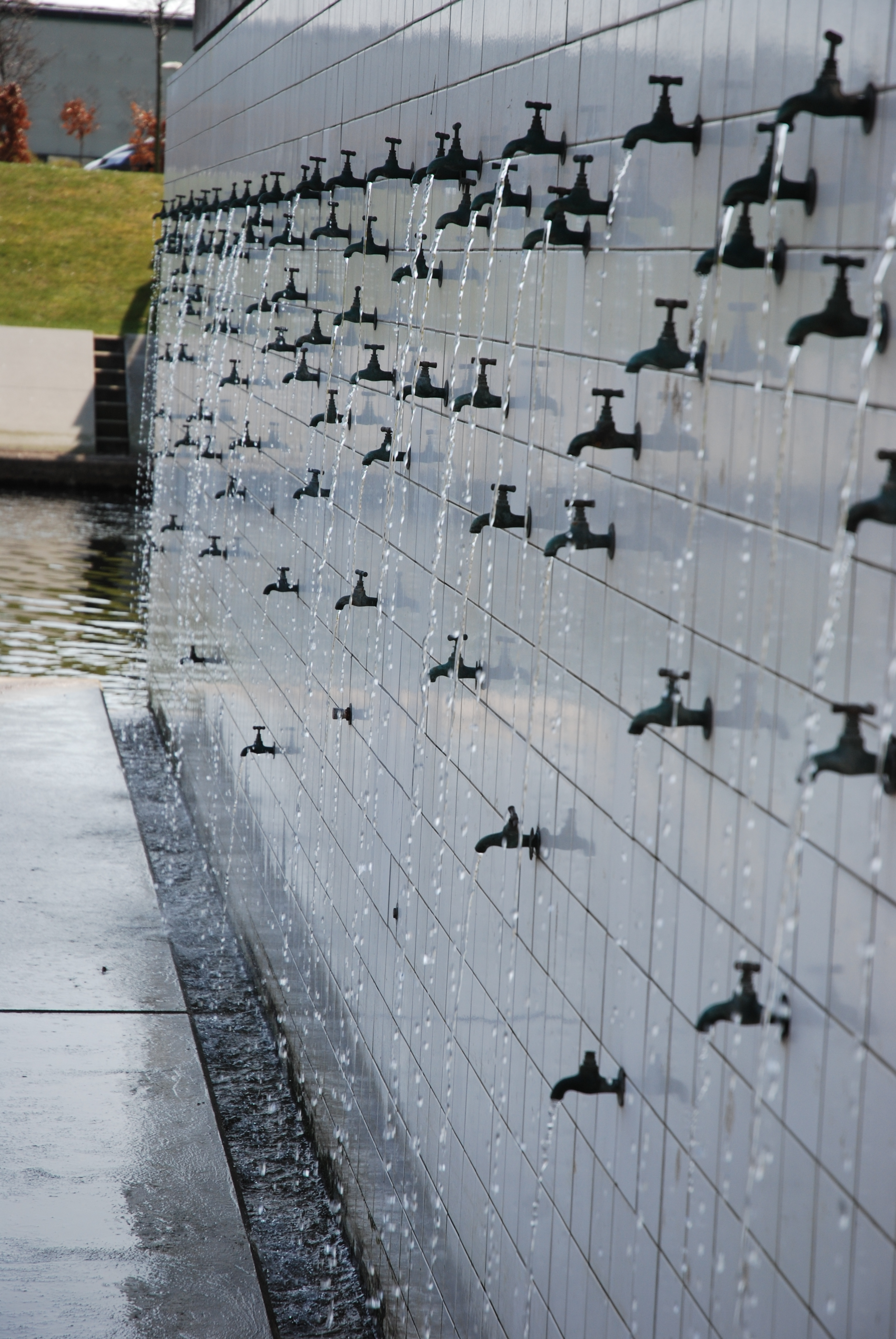
Waterfall i Malmö

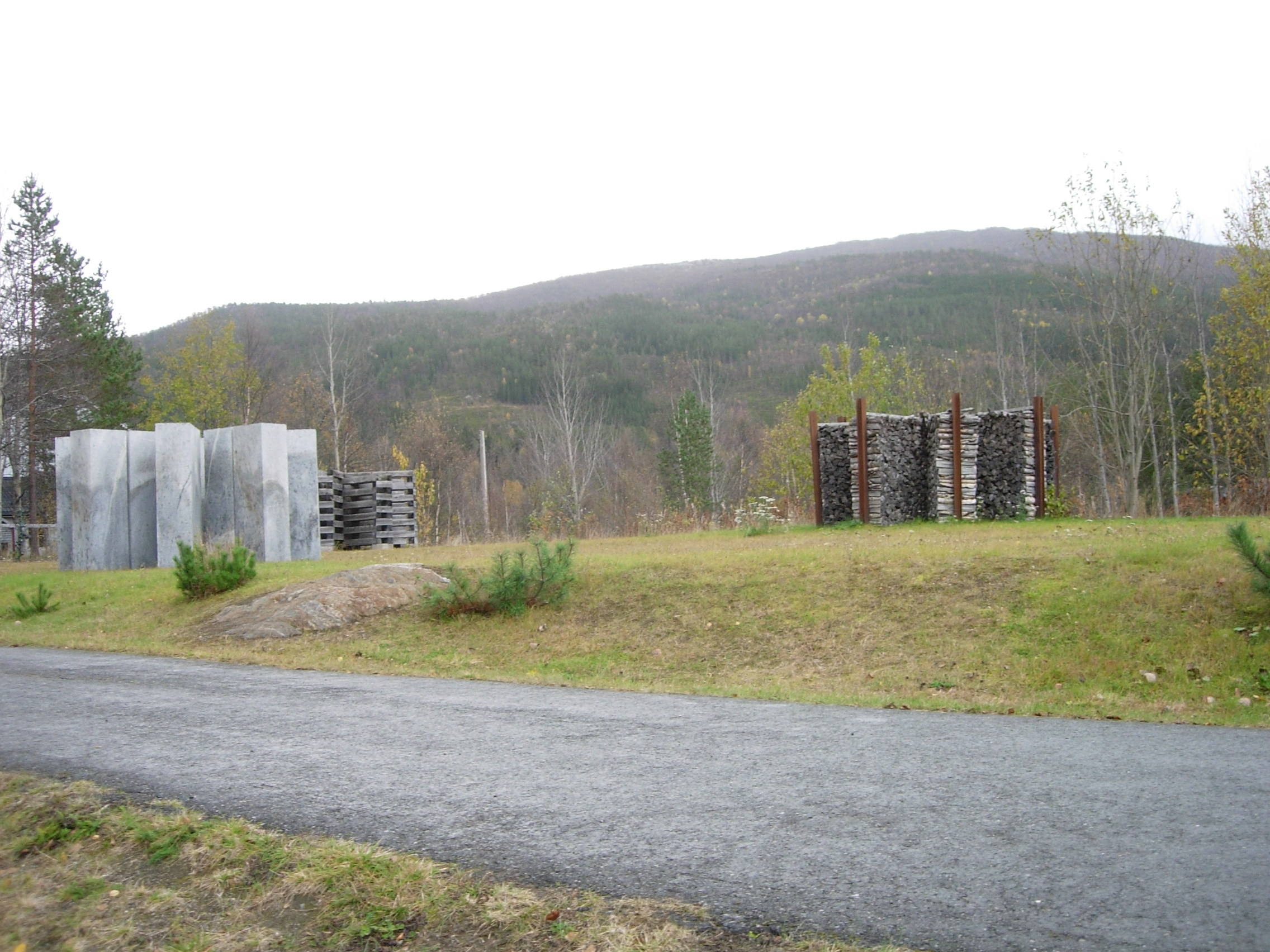
Idag, i morgon, alltid i Beiarn i Norge

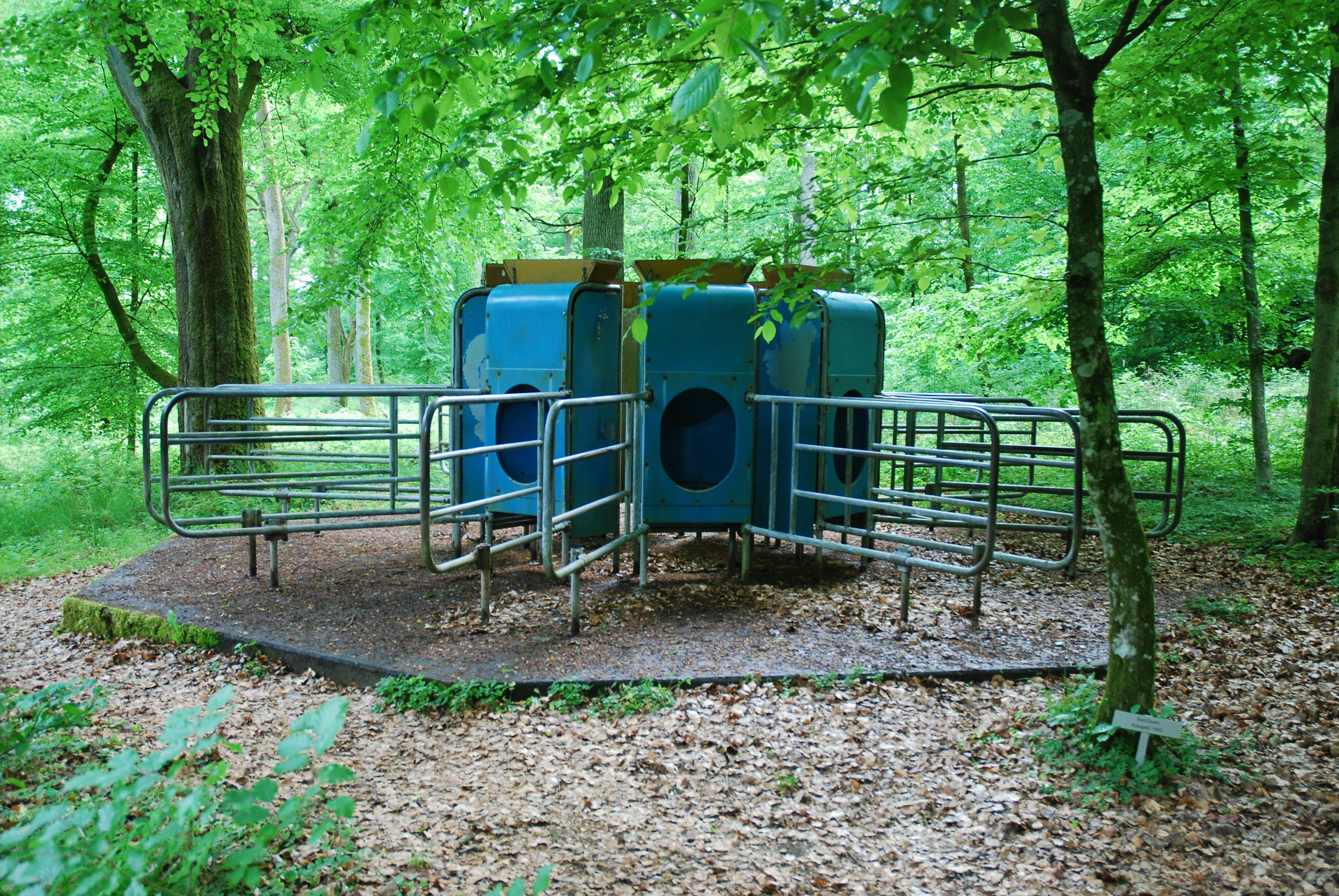
Kokapell i Wanås skulpturpark

Kari Cavén, född 13 mars 1954 i Nyslott, är en finländsk skulptör.
Kari Cavén studerade måleri på Fria konstskolan i Helsingfors 1976–1977, på Konstindustriella högskolan i Helsingfors 1977–1978 och på Finlands Konstakademis skola 1978–1982. Hans första separatutställning hölls på Kuopio konstmuseum 1983.
Han var ursprungligen målare, men övergick tidigt till skulptur på basis av återanvända föremål av trä, metall, plast etc. Verken karaktäriseras ofta av lekfulla påhitt.
År 1985 erhöll Kari Cavén priset Årets unga konstnär. Han representerade Finland vid Venedigbiennalen 1990. År 2014 erhöll han Pro Finlandia-medaljen.
| ”               | Förändringar i tingens fysiska verklighet har alltid utgjort det huvudsakliga temat i Kari Cavéns konstnärliga begrundan. Den bortglömda materien har genom hans händer transformerats till någonting helt annat där ursprunget uppenbarat sig med en ny innebörd. Det vardagliga har på så sätt förlänats ett nytt slags liv där nyanser är av stor vikt. | „ |
| – Leena Kuumola | |   |

## Offentliga verk i urval
- idag, i morgon, alltid, 1992,  Beiarn i Skulpturlandskap Nordland i Norge
- Kokapell, 1993, i Wanås skulpturpark
- Kort ö, 1997, målat stål, dvärgtallar och gräs på befintligt betongfundament, i Lillhoplaxviken, Mejlans, Helsingfors
- Konstväg, 1998, I-balkar, stålplåtar och asfalt, vid Lögde älv, 33 km väster om Bjurholm, del i skulpturparken Konstvägen sju älvar, numera borttagen på grund av slitage
- Waterfall, 2001, mässingskranar och kakel, södra infarten, Propellergatan/Inre hamnbassängen i Västra hamnen i Malmö
- Skogsdunge, 2002, flaggstänger, i Umedalens skulpturpark
- Mottagning, 2004, flaggstänger, utanför Saab Arenas entré i Linköping
- Naughty ducks/Tuhmat Ankat, 2007, trä, smidesjärn och plastankor, Svenska kulturfonden, Helsingfors
- Skulptur utanför ingången till Helsingfors konstmuseum HAM i Tennispalatset i Helsingfors
- Selfie, 2018, kafeterian, Nya barnsjukhuset, Helsingfors